# زنوز
زنوز (بالفارسية: زنوز) هي مدينة تقع في إيران في البلدة المركزية. يقدر عدد سكانها بـ 2,618 نسمة .